# Strumigenys
Strumigenys är ett släkte av myror. Strumigenys ingår i familjen myror.

## Bildgalleri

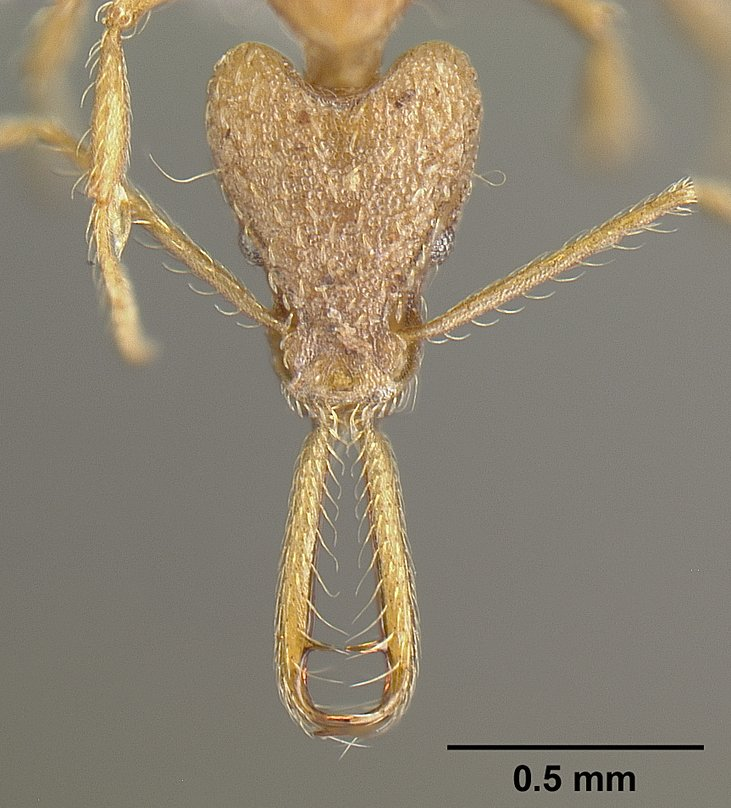

## Dottertaxa tillStrumigenys, i alfabetisk ordning[1]
- Strumigenys adrasora
- Strumigenys anetes
- Strumigenys antaeus
- Strumigenys anthocera
- Strumigenys arnoldi
- Strumigenys ayersthey
- Strumigenys bernardi
- Strumigenys biolleyi
- Strumigenys biroi
- Strumigenys bitheria
- Strumigenys boneti
- Strumigenys borgmeieri
- Strumigenys bryanti
- Strumigenys buleru
- Strumigenys cacaoensis
- Strumigenys carinithorax
- Strumigenys chapmani
- Strumigenys chernovi
- Strumigenys chyzeri
- Strumigenys cochlearis
- Strumigenys consanii
- Strumigenys cordovensis
- Strumigenys cosmostela
- Strumigenys cultrigera
- Strumigenys decollata
- Strumigenys deltisquama
- Strumigenys dextra
- Strumigenys disarmata
- Strumigenys dolichognatha
- Strumigenys doriae
- Strumigenys dromoshaula
- Strumigenys dyak
- Strumigenys dyshaula
- Strumigenys ebbae
- Strumigenys ecliptacoca
- Strumigenys elongata
- Strumigenys emdeni
- Strumigenys emeryi
- Strumigenys esrossi
- Strumigenys ettillax
- Strumigenys fairchildi
- Strumigenys faurei
- Strumigenys feae
- Strumigenys ferocior
- Strumigenys forficata
- Strumigenys formosensis
- Strumigenys friedae
- Strumigenys frivaldszkyi
- Strumigenys godeffroyi
- Strumigenys godmani
- Strumigenys grandidieri
- Strumigenys guttulata
- Strumigenys hastyla
- Strumigenys havilandi
- Strumigenys helytruga
- Strumigenys hemichlaena
- Strumigenys hemidisca
- Strumigenys hindenburgi
- Strumigenys hoplites
- Strumigenys horvathi
- Strumigenys humata
- Strumigenys indigatrix
- Strumigenys interfectiva
- Strumigenys irrorata
- Strumigenys jepsoni
- Strumigenys juliae
- Strumigenys katapelta
- Strumigenys koningsbergeri
- Strumigenys korahyla
- Strumigenys kraepelini
- Strumigenys lacacoca
- Strumigenys lanuginosa
- Strumigenys lewisi
- Strumigenys liukueiensis
- Strumigenys londianensis
- Strumigenys longispinosa
- Strumigenys lopotyle
- Strumigenys loriae
- Strumigenys louisianae
- Strumigenys ludia
- Strumigenys lyroessa
- Strumigenys mailei
- Strumigenys mandibularis
- Strumigenys marginiventris
- Strumigenys marleyi
- Strumigenys mayri
- Strumigenys mesahyla
- Strumigenys micretes
- Strumigenys minutula
- Strumigenys mixta
- Strumigenys mjoebergi
- Strumigenys moczaryi
- Strumigenys mokensis
- Strumigenys murshila
- Strumigenys nevermanni
- Strumigenys nidifex
- Strumigenys nigra
- Strumigenys nimbrata
- Strumigenys ogloblini
- Strumigenys omalyx
- Strumigenys opaca
- Strumigenys pallestes
- Strumigenys paranax
- Strumigenys paranetes
- Strumigenys pariensis
- Strumigenys perparva
- Strumigenys perplexa
- Strumigenys petiolata
- Strumigenys philiporum
- Strumigenys phytibia
- Strumigenys planeti
- Strumigenys precava
- Strumigenys pretoriae
- Strumigenys princeps
- Strumigenys producta
- Strumigenys prospiciens
- Strumigenys quinquedentata
- Strumigenys rectidens
- Strumigenys rehi
- Strumigenys relahyla
- Strumigenys rogeri
- Strumigenys rufobrunea
- Strumigenys rukha
- Strumigenys saliens
- Strumigenys sanctipauli
- Strumigenys sarissa
- Strumigenys scelesta
- Strumigenys schmalzi
- Strumigenys scotti
- Strumigenys shaula
- Strumigenys signeae
- Strumigenys silvestrii
- Strumigenys sisyrata
- Strumigenys smithii
- Strumigenys smythiesii
- Strumigenys solifontis
- Strumigenys spathoda
- Strumigenys spathula
- Strumigenys stemonixys
- Strumigenys stygia
- Strumigenys sublaminata
- Strumigenys sublonga
- Strumigenys szalayi
- Strumigenys tachirensis
- Strumigenys tetraphanes
- Strumigenys thomae
- Strumigenys tigris
- Strumigenys tococae
- Strumigenys totyla
- Strumigenys traegaordhi
- Strumigenys trinidadensis
- Strumigenys trudifera
- Strumigenys uichancoi
- Strumigenys ulcerosa
- Strumigenys usbensis
- Strumigenys wallacei
- Strumigenys vazerka
- Strumigenys wheeleri
- Strumigenys wilsoni
- Strumigenys xenohyla
- Strumigenys xenos
- Strumigenys yaleopleura
- Strumigenys yasumatsui
- Strumigenys zakharovi
- Strumigenys zandala